# Округ Макупин (Илиноис)
Макупин (енгл. Macoupin County) је округ у америчкој савезној држави Илиноис.

## Демографија
По попису из 2010. године број становника је 47.765, што је 1.254 (-2,6%) становника мање 2000. године.
| Група             | 2000.          | 2010.          |
| Белци             | 47.828 (97,6%) | 46.315 (97,0%) |
| Афроамериканци    | 400 (0,8%)     | 359 (0,8%)     |
| Азијати           | 89 (0,2%)      | 129 (0,3%)     |
| Хиспаноамериканци | 305 (0,6%)     | 418 (0,9%)     |
| Укупно            | 49.019         | 47.765         |